# 佐野裕子
佐野 裕子（さの ゆうこ、1970年9月14日- ）は、日本の警察官僚。警視庁警務部長。

## 来歴
岐阜県出身。東京大学法学部を卒業後、1993年 (平成5年)、警察庁に入庁 (田中俊恵、青山彩子、滝澤依子に次ぎ、女性として4人目)。警察庁係長時代の1996年、司法試験に合格。
入庁後、佐賀県警察本部生活安全部生活安全課長、兵庫県警察本部刑事部捜査第二課長、人事院事務総局人材局研修指導課専門官(行政官国内研究員(司法修習コース))、警察庁生活安全局少年課理事官などを歴任。
2012年4月27日、静岡県警察本部警務部長兼静岡市警察部長 (女性初)に就任し、女性警察官の登用を進め、その後、警察庁長官官房総務課警察行政運営企画室長、警察庁長官官房参事官(高度交通政策担当)を歴任。
2018年3月29日、鳥取県警察本部長 (女性初)に就任し、県内の治安向上や職員の働き方改革などに取り組んだ。
その後、警察庁交通局交通企画課長、内閣官房内閣審議官(内閣人事局)、警察庁長官官房審議官(犯罪被害者等支援施策担当)などを歴任。
2023年8月1日、警視庁生活安全部長に就任し、日本演劇興行協会、松竹、東宝、明治座とのチケット不正転売を防ぐための協定の締結などを行った。
2024年11月25日、警視庁警務部長に就任。

## 略歴
- 1993年
  - 4月-  警察庁入庁[1][2]
  - 7月-  警視庁麻布警察署[10]
- 1997年3月-  佐賀県警察本部生活安全部生活安全課長 (佐賀県警察初の女性課長)[28][29]
- 1998年8月-  ニューヨーク大学留学[10]
- 1999年8月- 警察庁生活安全局少年課課長補佐[10]
- 2002年8月- 警察庁長官官房国際部国際第一課付(国際連合犯罪防止刑事司法委員会)[10][30]
- 2004年8月- 警察庁長官官房国際課課長補佐[10]
- 2007年2月- 兵庫県警察本部刑事部捜査第二課長 (兵庫県警察2人目の女性課長)[31]
- 2008年
  - 3月- 警察庁長官官房付 (任警視正)[32][33]
  - 4月-  人事院事務総局人材局研修指導課専門官(行政官国内研究員(司法修習コース))[10]
- 2009年8月-  警察庁生活安全局少年課理事官[9][13][14]
- 2011年5月-  育児休業 (～2012年3月)[12]
- 2012年4月-  静岡県警察本部警務部長兼静岡市警察部長 (静岡県警察初・全国3人目の女性警務部長)[9][13][14]
- 2014年
  - 3月-  警察庁長官官房付[34]
  - 4月-   警察庁長官官房総務課警察行政運営企画室長兼長官官房付 (任警視長) [1]
- 2016年9月-   警察庁長官官房参事官(高度道路交通政策担当)[35][36][37]
  - 2018年3月-   鳥取県警察本部長 (鳥取県警察初・全国3人目の女性本部長)[15][16][17][18][19]
- 2019年8月-   警察庁長官官房付(内閣官房内閣参事官(内閣官房副長官補付)=内閣官房ギャンブル等依存症対策推進本部事務局参事官)[38][39]
- 2020年8月-   警察庁交通局交通企画課長[40][41]
- 2021年
  - 8月-   警察庁長官官房付 (任警視監)[42]
  - 9月-    内閣官房内閣審議官(内閣人事局)[43][44][45]
- 2022年
  - 4月-   警察庁長官官房付[46]
  - 6月-   警察庁長官官房審議官(犯罪被害者等施策担当)[47][48]
- 2023年8月-   警視庁生活安全部長[20][21][22][23][24]
- 2024年11月- 警視庁警務部長[25][26][27]